# Nichtsteroidales Antirheumatikum
Ein nichtsteroidales Antirheumatikum (NSAR) – auch nichtsteroidales Antiphlogistikum (NSAP) oder NSAID (non-steroidal anti-inflammatory drug) – ist ein Schmerzmittel, das wegen seiner entzündungshemmenden (antiphlogistischen) Wirkung symptombezogen auch zur Rheumatherapie eingesetzt wird. Im Gegensatz dazu werden Glucocorticoide als steroidale Antirheumatika bezeichnet. Die Kategorie wurde in den späten 1950er Jahren eingeführt, um den Unterschied zu 'steroidalen Antirheumatika' mit ihren teils schweren Nebenwirkungen zu betonen.

## Einteilung
Nichtsteroidale Antirheumatika gehören zu den Nichtopioid-Analgetika, da sie nicht an den Opioid-Rezeptoren wirken, sondern im Wesentlichen in den Prostaglandinstoffwechsel eingreifen, indem sie Cyclooxygenasen hemmen.
Je nach Angriffspunkt unterscheidet man:

### Nichtselektive COX-1/2-Hemmer
Stoffe aus dieser Gruppe wirken, indem sie sowohl die Cyclooxygenase-1 (COX-1) als auch die Cyclooxygenase-2 (COX-2) hemmen (COX-1-und-2-Hemmer). Hierzu zählen:
- Acetylsalicylsäure,
- Arylpropionsäurederivate (Ibuprofen, Dexibuprofen, Flurbiprofen, Naproxen, Ketoprofen, Tiaprofensäure, vom Markt genommen wurde das als Rengasil vertriebene Pirprofen),
- Arylessigsäurederivate (Diclofenac),
- Indolessigsäurederivate (Indometacin, Acemetacin),
- Anthranilsäurederivate (Flufenamin-, Mefenaminsäure),
- Oxicame (Piroxicam, Tenoxicam, Meloxicam, Lornoxicam) und
- Nabumeton

### Selektive COX-2-Hemmer
Seit 1999 waren bzw. sind Wirkstoffe verfügbar, die gezielt die Cyclooxygenase-2 blockieren (COX-2-Hemmer, Coxibe), wie etwa:
- Rofecoxib (Handelsname Vioxx, 2004 zurückgezogen)
- Lumiracoxib (Zulassung 2007 entzogen)
- Valdecoxib (Zulassung entzogen)
- Parecoxib
- Etoricoxib
- Celecoxib

Im Vergleich zu den oben genannten nichtselektiven NSAR weisen COX-2-Hemmer eine bessere Magen-Darm-Verträglichkeit auf, wirken jedoch stärker schädlich auf das kardiovaskuläre System.

## Wirkung
- Die NSAR hemmen Symptome von Entzündungsprozessen wie Schmerz und Schwellung, senken in unterschiedlichem Ausmaß Fieber (Antipyretika) und hemmen die Quervernetzung der Blutplättchen (Thrombozytenaggregation) aufgrund der verminderten Synthese von Thromboxanen.
- Sie wirken durch die Hemmung der Cyclooxygenasen. Dadurch wird die Synthese von Prostaglandinen vermindert. Gleichzeitig steht dadurch ein höherer Anteil von Arachidonsäure für den Lipoxygenaseweg zur Verfügung, wodurch verstärkt Leukotriene entstehen.[2] Anders als die steroidalen Antiphlogistika (Glukokortikoide) hemmen NSAR somit nicht alle Phasen der Entzündung. Die steroidalen Antiphlogistika blockieren dagegen nämlich auch die Arachidonsäurebildung und verhindern somit eine Synthese der Leukotriene.
- In Gegenwart von Acetylsalicylsäure wird die COX-1-vermittelte Thromboxansynthese der Thrombozyten dauerhaft irreversibel ausgeschaltet, so dass die Gerinnungsfähigkeit des Blutes eingeschränkt ist. Niedrige Dosierungen der Acetylsalicylsäure werden langfristig zum Schutz vor Herzinfarkt oder Hirninfarkt verschrieben. Die Thrombozyten sind nicht in der Lage neue COX-Enzyme zu synthetisieren, da sie als kernlose Zellfragmente keine Möglichkeit zur Proteinsynthese besitzen. Die Länge der gerinnungshemmenden Wirkung entspricht der Lebensdauer der Thrombozyten von etwa einer Woche.

## Nebenwirkungen
- Die am häufigsten zu beobachtenden Nebenwirkungen der NSAR sind Magenschleimhautschädigungen mit Magen- oder Zwölffingerdarmgeschwüren durch die verminderte Synthese von PG E2 (Prostaglandin E2)
- Durch Hemmung der Thrombozytenaggregation (siehe oben) ist unter NSAR-Medikation die Blutungszeit verlängert, und es kann zu pathologischen Blutungen oder chronischen Blutverlusten kommen.
- Prostaglandin E2 fördert die Nierendurchblutung, seine Synthesehemmung kann in einer Minderdurchblutung der Nieren resultieren, die bei übermäßigem NSAR-Konsum zu einem Dauerschaden führt. Hiervon betroffen sind vielfach Sportler mit Schmerzmittelabusus, die sich im Extremfall sogar einer Nierentransplantation unterziehen müssen.[3]
- Bei NSAR-Therapie ist eine glomeruläre Schädigung möglich. Das Spektrum ist breit und kann von einer akuten Destruktion der Endothelzellen mit dem Bild einer thrombotischen Mikroangiopathie bis zum Vollbild einer Glomerulonephritis reichen. Es können perakute Verläufe mit dem Bild einer rasch progressiven Glomerulonephritis und Vaskulitis (Purpura Schönlein-Henoch) oder eher chronische Formen (membranöse GN) auftreten. Eine allergische Reaktion kann dosisunabhängig zu einer akuten interstitiellen Nephritis (AIN, Typ-IV-Allergie) durch Infiltration von inflammatorischen Zellen ins Interstitium (T-Zellen, Monozyten, Makrophagen und insbesondere pathognomonische Eosinophile) führen. Die Glomeruli werden dabei nicht betroffen. Die Nierenschädigung kann nach einer Erstexposition bis zu drei Wochen verzögert auftreten, bei einem wiederholten Kontakt ist diese aber bereits früher, innerhalb einiger Tage, nachweisbar.[4]
- Die gesetzlichen Krankenversicherungen wandten 2007 jährlich fast 125 Millionen Euro für die Behandlung gastrointestinaler Nebenwirkungen der NSAR auf. 1100 bis 2200 Menschen sterben in Deutschland jährlich an gastrointestinalen Komplikationen (Schätzungen). Die Dunkelziffer dürfte deutlich höher liegen.[5][6]
- Bei disponierten Patienten kann durch das erhöhte Angebot von Leukotrienen ein Analgetikum-Asthma ausgelöst werden. Darum stellt Asthma bronchiale eine Kontraindikation dar.
- In einer Medwatch-Warnmeldung vom 9. Juli 2015 warnte die FDA erneut vor möglichen Herzinfarkten und Schlaganfällen bei der Anwendung nichtsteroidaler Antirheumatika.[7]
- Während das Coxib Rofecoxib 2004 aufgrund eines erhöhten Herzinfarktrisikos vom Markt genommen wurde, sind Ibuprofen und Diclofenac immer noch erhältlich und weit verbreitet, obwohl laut einer neuen Studie ein ähnlich hohes Risiko besteht. Im Unterschied zu Rofecoxib kommt es jedoch nur bei der Langzeitanwendung zu einem erhöhten Risiko.[8] Das Medicines Adverse Reactions Committee (MARC) aus Neuseeland warnte 2019 vor allen NSAR hinsichtlich eines erhöhten Risikos von kardiovaskulären Ereignissen.[9]
- Es gibt Hinweise darauf, dass NSAR (und hier insbesondere die selektiven COX-2-Hemmer) einen negativen Einfluss auf die Knochenheilung haben.[10][11] Ihr Einsatz bei Knochenverletzungen sowie bei Verletzungen von Sehnenansätzen muss deshalb kritisch gesehen werden und sollte nur auf ärztliche Anweisung erfolgen. Besondere Vorsicht ist in der Anwendung bei Operationen mit autologer Spongiosaplastik bei Spondylodesen und Pseudarthrosen geboten. Hier ist die regenerative Potenz von mesenchymalen Stammzellen mit der Entzündungskaskade notwendig, um eine Knocheninduktion und -Heilung zu erreichen.[12]
- Sehr selten sind Überempfindlichkeitsreaktionen bis hin zum anaphylaktischen Schock aufgetreten, der lebensbedrohlich ist.

## Wechselwirkungen
Wechselwirkungen sind den Fachinformationen der jeweiligen Arzneimittel zu entnehmen. Nichtsteroidale Antirheumatika haben zahlreich bekannte Wechselwirkungen.
- Glukokortikoide: Erhöhtes Risiko für gastrointestinale Komplikationen[13]
- Thrombozytenaggregationshemmer: Erhöhtes Risiko gastrointenstinaler Blutungen[13]
- Selektive Serotonin-Wiederaufnahmehemmer: Erhöhtes Risiko gastrointenstinaler Blutungen[13]
- Orale Antidiabetika: Verstärkung des blutzuckersenkenden Effekts[13]
- Saluretika: Schwächerer diuretischen Effekt[13]
- Cumarin-Derivate und andere Antikoagulanzien: Verstärkte gerinnungshemmende Wirkung[13]
- Antihypertonika: Blutdrucksenkende Wirkung wird abgeschwächt (insbesondere bei ACE-Hemmern)[13]

## Kombinationspräparate
Zur Erhöhung der Magen-Darm-Verträglichkeit wurden Kombinationspräparate entwickelt, die neben dem NSAR zusätzlich einen Wirkstoff zur Verminderung der Magensäureproduktion enthalten. Beispiele sind Arthotec (Diclofenac mit dem Prostaglandin-E1-Abkömmling Misoprostol) und Vimovo (Naproxen mit dem Protonenpumpenhemmer Esomeprazol).